# بوناونتور، کبک
بوناونتور (به فرانسوی: Bonaventure) شهرکی در منطقه شهری بونوانتور ناحیه گاسپزی-ایل-دو-لا-مادلن در استان کبک کانادا است. در سرشماری سال ۲۰۱۱ این شهرک ۲٬۸۸۹ نفر جمعیت داشته‌است و مساحت آن ۱۰۹٫۲ کیلومتر مربع است.